# Síťkovec načervenalý
Síťkovec načervenalý (Daedaleopsis confragosa) je houba z řádu chorošotvaré (Polyporales) a z čeledi chorošovité (Polyporaceae). Plodnice je nejedlá. Organismus se živí rozkladem mrtvé dřevní hmoty, ale je také patogenem napadajícím živé dřeviny.

## Synonyma patogena
Podle Biolib je pro patogena s označením Daedaleopsis confragosa používáno více rozdílných názvů.

### Vědecké názvy
Organismus lze najít pod vědeckými názvy například Agaricus confragosus nebo Daedalea rubescens.

### České názvy
Organismus lze najít pod českými názvy například síťkovec načervenalý nebo outkovka načervenalá

## Zeměpisné rozšíření
Severní polokoule, mírné pásmo.

### Výskyt v Česku

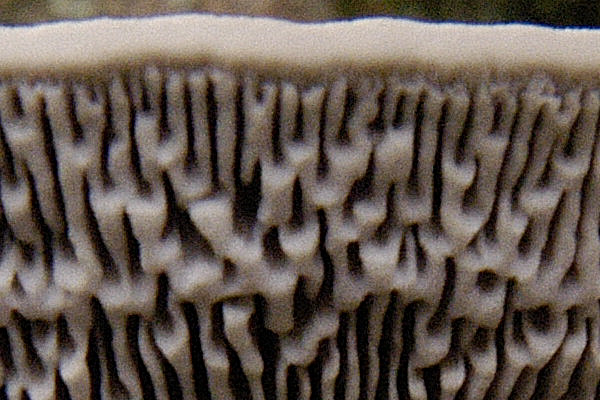
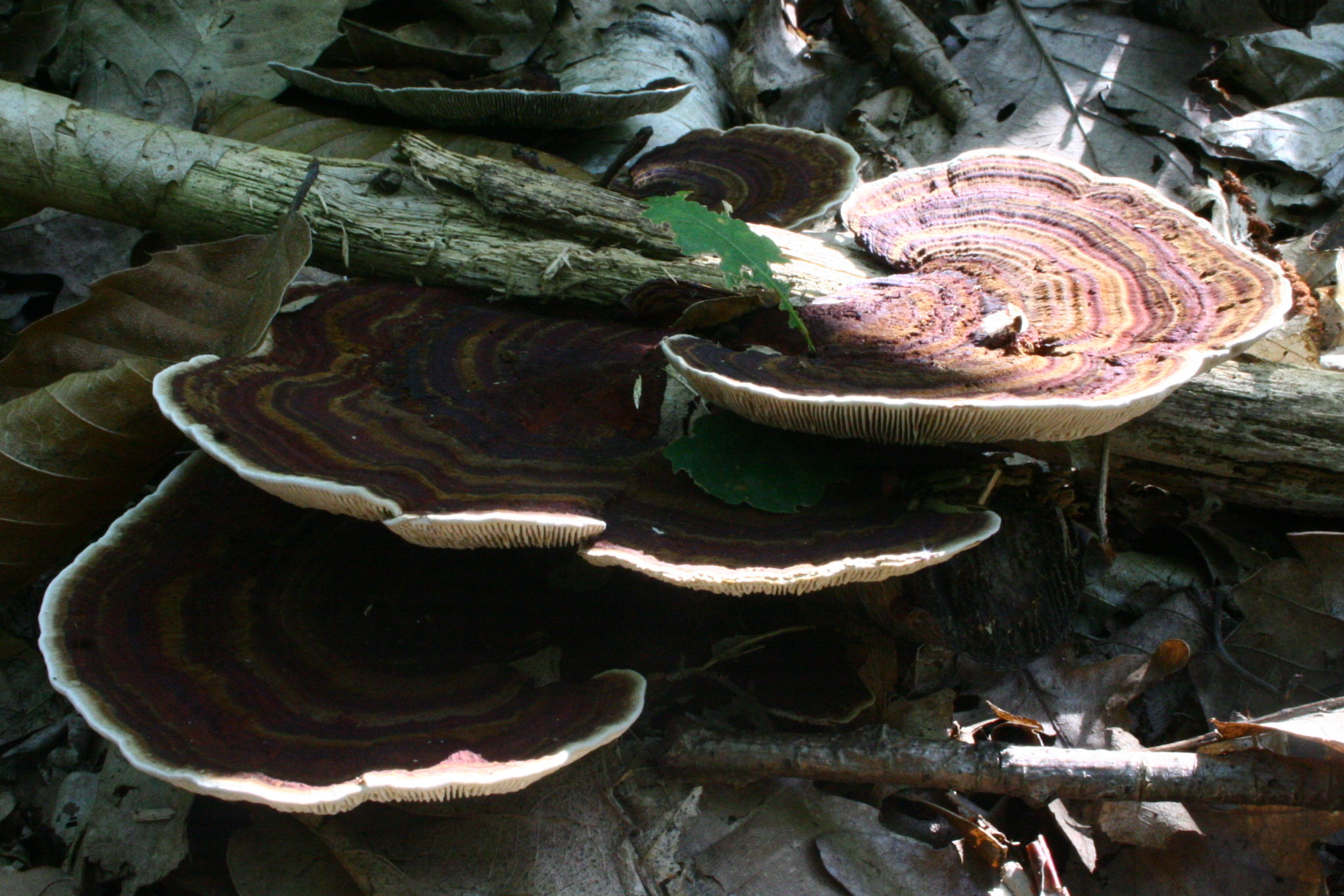
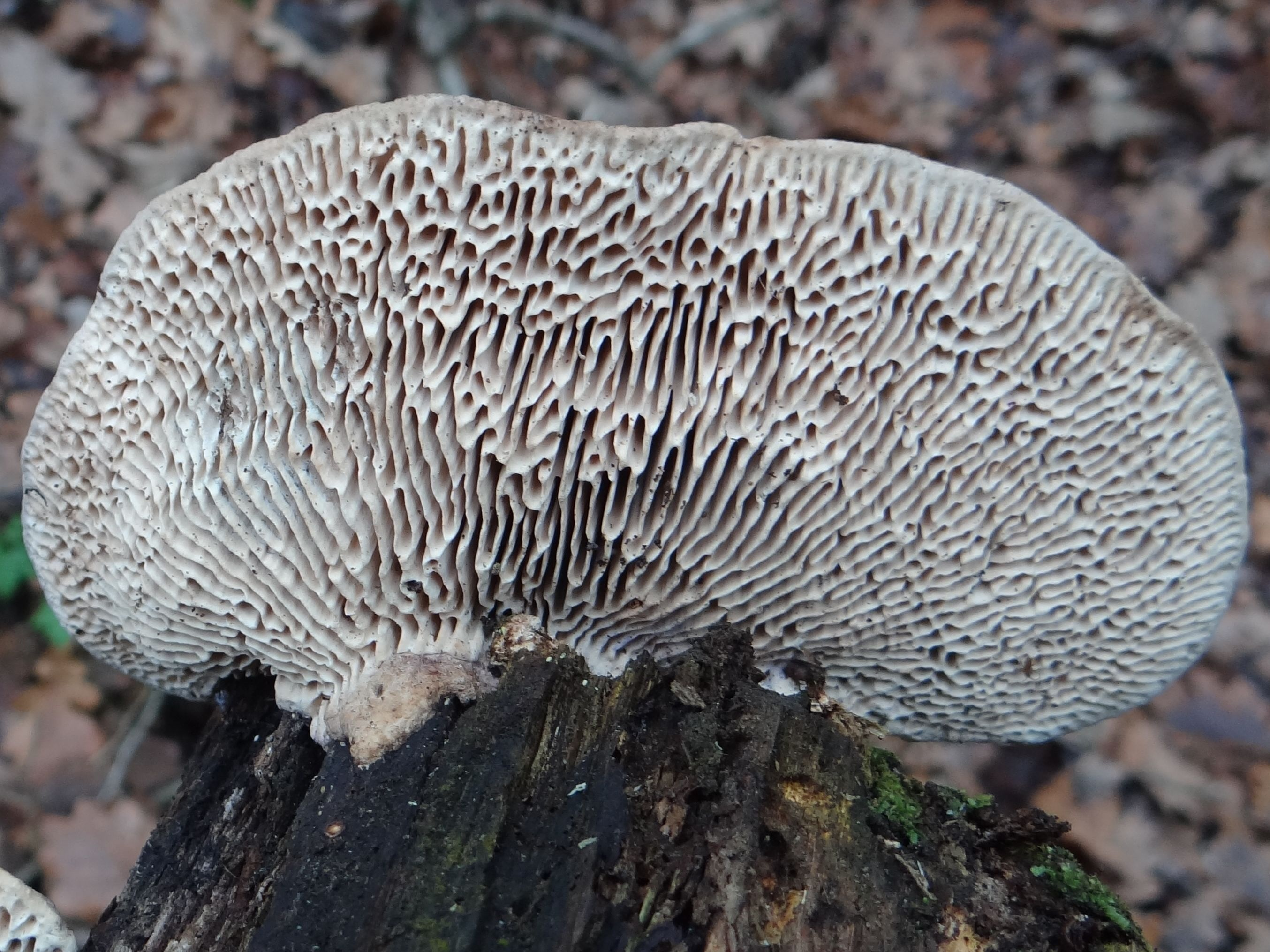

Hojná.

## Popis
Organismus je ve znacích popisován jako velmi mnohotvárný, proměnlivý.
Plodnice jsou jednoleté, kloboukaté, 3–15 cm velké, 0,5–6 cm silné, polokruhovité, ploše vyklenuté, hladké až bradavčité, jemně sametové až lysé, pestře kruhově pásované, matné. Klobouk plodnice barvy světle až tmavě okrové nebo šedohnědé. Čerstvá plodnice po otlačení obvykle červená.
Rourky 0,5–1,2 cm dlouhé, barvy okrové až okrově hnědé, s okrouhlými labyrintickými až lupenkovými póry Rourky bývají barvy našedlé až světle okrové, později okrově šedé. Rourky po otlačení hnědnou. Dužnina je světle nahnědlá, dřevnatá, korkovitá. Výtrusný prach je bílý.

## Hostitel
Olše, jeřáb, buk, vrba, bříza, spíše výjimečně třešně a slivoně.

## Příznaky
Plodnice na kmeni, nebo větvích.

### Možnost záměny
Síťkovec trojbarvý má hymenofor jen lupenitý, podle některých zdrojů je uváděn jako týž druh (síťkovec načervenalý).
Síťkovec dubový, póry po doteku nečervenají a roste na dubech.

## Význam
Dřevokazná houba, živí se rozkladem mrtvé dřevní hmoty, parazit na dřevinách. Bílá hniloba způsobuje lámání částí dřeviny a následné odumírání celých dřevin. Plodnice nejedlá. Je testován pro obsah látek působícími rozvoj leukémie, antibakteriálními, antimykotickými a jinými účinky.

## Ekologie
Ovocné sady, listnaté lesy až do podhorského pásu na živých i mrtvých kmenech, v lužních stanovištích, parcích. Upřednostňuje vlhčí místa.